# Fußball-Europameisterschaft 2008/Österreich
Die österreichische Fußballnationalmannschaft bei der Fußball-Europameisterschaft 2008 in Österreich und der Schweiz.

## Qualifikation
Als Gastgeber der Europameisterschaft musste die österreichische Mannschaft keine Qualifikation spielen.

## Österreichisches Aufgebot
Trainer Josef Hickersberger berief 31 Spieler, darunter elf Legionäre, in den erweiterten Kader für die Heim-EURO ein. Acht dieser Spieler mussten das Team allerdings noch bis zum Turnier verlassen. Ramazan Özcan wurde aufgrund der Verletzungen von Helge Payer und Christian Gratzei in den Kader nachnominiert. Am 28. Mai gab der Teamchef den endgültigen 23-Mannkader bekannt, demnach schieden neben Gratzei und Payer noch Andreas Dober, Andreas Ibertsberger, Franz Schiemer, Markus Weissenberger, Sanel Kuljic, Stefan Maierhofer sowie Marc Janko aus dem erweiterten Kader aus.
| Nr.               | Name                | Verein vor EM-Beginn | Geburtstag | Spiele   | Tore     |          |          |          |          |
| Torhüter          | Torhüter            | Torhüter             | Torhüter   | Torhüter | Torhüter | Torhüter | Torhüter | Torhüter | Torhüter |
| ----------------- | ------------------- | -------------------- | ---------- | -------- | -------- | -------- | -------- | -------- | -------- |
| 1                 | Alexander Manninger | AC Siena             | 04.06.1977 | 0        | 0        | 0        | 0        | 0        |          |
| 21                | Jürgen Macho        | AEK Athen            | 24.08.1977 | 3        | 0        | 0        | 0        | 0        |          |
| 23                | Ramazan Özcan       | TSG 1899 Hoffenheim  | 28.06.1984 | 0        | 0        | 0        | 0        | 0        |          |
| Abwehrspieler     |                     |                      |            |          |          |          |          |          |          |
| 3                 | Martin Stranzl      | Spartak Moskau       | 16.06.1980 | 3        | 0        | 1        | 0        | 0        |          |
| 4                 | Emanuel Pogatetz    | FC Middlesbrough     | 16.01.1983 | 3        | 0        | 1        | 0        | 0        |          |
| 5                 | Christian Fuchs     | SV Mattersburg       | 07.04.1986 | 1        | 0        | 0        | 0        | 0        |          |
| 12                | Ronald Gërçaliu     | FK Austria Wien      | 12.02.1986 | 1        | 0        | 0        | 0        | 0        |          |
| 13                | Markus Katzer       | SK Rapid Wien        | 11.12.1979 | 0        | 0        | 0        | 0        | 0        |          |
| 15                | Sebastian Prödl     | SK Sturm Graz        | 21.06.1987 | 2        | 0        | 2        | 0        | 0        |          |
| 16                | Jürgen Patocka      | SK Rapid Wien        | 30.07.1977 | 0        | 0        | 0        | 0        | 0        |          |
| 17                | Martin Hiden        | SK Austria Kärnten   | 11.03.1973 | 1        | 0        | 0        | 0        | 0        |          |
| Mittelfeldspieler |                     |                      |            |          |          |          |          |          |          |
| 2                 | Joachim Standfest   | FK Austria Wien      | 30.05.1980 | 1        | 0        | 0        | 0        | 0        |          |
| 6                 | René Aufhauser      | FC Red Bull Salzburg | 21.06.1976 | 3        | 0        | 0        | 0        | 0        |          |
| 8                 | Christoph Leitgeb   | FC Red Bull Salzburg | 14.04.1985 | 2        | 0        | 0        | 0        | 0        |          |
| 10                | Andreas Ivanschitz  | Panathinaikos Athen  | 15.10.1983 | 3        | 0        | 1        | 0        | 0        |          |
| 11                | Ümit Korkmaz        | SK Rapid Wien        | 17.09.1985 | 3        | 0        | 1        | 0        | 0        |          |
| 14                | György Garics       | SSC Neapel           | 08.03.1984 | 2        | 0        | 0        | 0        | 0        |          |
| 19                | Jürgen Säumel       | SK Sturm Graz        | 08.09.1984 | 3        | 0        | 1        | 0        | 0        |          |
| Stürmer           |                     |                      |            |          |          |          |          |          |          |
| 7                 | Ivica Vastić        | LASK Linz            | 29.09.1969 | 2        | 1        | 0        | 0        | 0        |          |
| 9                 | Roland Linz         | Sporting Braga       | 09.08.1981 | 2        | 0        | 0        | 0        | 0        |          |
| 18                | Roman Kienast       | Ham-Kam              | 29.03.1984 | 3        | 0        | 0        | 0        | 0        |          |
| 20                | Martin Harnik       | SV Werder Bremen     | 10.06.1987 | 3        | 0        | 0        | 0        | 0        |          |
| 22                | Erwin Hoffer        | SK Rapid Wien        | 14.04.1987 | 1        | 0        | 1        | 0        | 0        |          |
| Trainer           |                     |                      |            |          |          |          |          |          |          |
|                   | Josef Hickersberger |                      | 27.04.1948 |          |          |          |          |          |          |

## Spiele Österreichs

### Vorbereitung und Mannschaftshotel
Österreich begann als erstes der 16 Teams die Vorbereitung auf das Heimturnier mit einem Kurztrainingslager in Lindabrunn, wo das Team nur aus den Spielern der österreichischen Bundesliga bestand. Im Rahmen dieses Trainingslagers bestritt die Hickersberger-Elf in Mattersburg ein Testspiel gegen den Regionalligisten SV Spittal an der Drau, das mit 6:0 gewonnen wurde.
Danach trainierte das Team fünf Tage Kondition und Ausdauer auf Sardinien, ebenfalls noch ohne Legionäre.
Im nächsten Trainingslager, das am 19. Mai wiederum in Lindabrunn begonnen hatte, waren zum ersten Mal alle 31 Spieler dabei. Während dieses Trainingslagers bestritt die österreichische Auswahl am 23. Mai unter Ausschluss der Öffentlichkeit ein weiteres Testspiel in Lindabrunn gegen Kuba. Dieses Spiel, das in drei Abschnitten zu je 35 Minuten gespielt wurde, konnte die Mannschaft von Josef Hickersberger mit 4:1 für sich entscheiden.
Danach trainierte das Team noch vom 25. bis 30. Mai in Graz, wobei in dieser Zeit zwei Vorbereitungsspiele in der UPC-Arena gegen Nigeria und Malta auf dem Plan stehen. Gegen Nigeria spielte Österreich 1:1 vor 15.000 Zusehern. Die Tore erzielten Roman Kienast für Österreich und Kalu Uche für Nigeria.
Nach der Bekanntgabe des 23-Mann-Kaders stand am 30. Mai noch das Spiel gegen Malta auf dem Programm, welches Österreich mit 5:1 gewinnen konnte. Torschützen dabei waren Roland Linz mit zwei Treffern, sowie René Aufhauser, Ivica Vastić und Martin Harnik.
Am 2. Juni bezog die österreichische Nationalmannschaft das endgültige Quartier in Stegersbach.

### Turnierverlauf
Nach einer unglücklichen 0:1-Niederlage gegen Kroatien durch einen Strafstoß in der vierten Minute und einem 1:1 gegen die Polen, wobei die gegnerische Führung aus Abseitsposition erzielt wurde und der Ausgleich erst in der dritten Minute der Nachspielzeit durch einen Elfmeter von Ivica Vastić fiel, hatte die österreichische Nationalmannschaft noch die Chance auf den Aufstieg ins Viertelfinale. Allerdings musste man dafür das abschließende Gruppenspiel gegen Deutschland gewinnen. Das von den Medien erhoffte „Wunder von Wien“ oder „Zweite Córdoba“ trat nicht ein. Österreich verlor gegen Deutschland mit 0:1 durch ein Freistoßtor von Michael Ballack und schied daraufhin aus.
Am 23. Juni gab Teamchef Josef Hickersberger überraschend seinen Rücktritt bekannt, obwohl er sich bereits nach dem Deutschland-Spiel bereit erklärt hatte, die Mannschaft auch durch die Qualifikation für die Weltmeisterschaft 2010 zu führen. Nachfolger wurde der Tscheche Karel Brückner, der mit seinem Heimatland ebenfalls bereits in der Vorrunde ausgeschieden war.

### Vorrunde
Details siehe: Fußball-Europameisterschaft 2008/Gruppe B
| Pl.                                                                                                | Land        | Sp. | S | U | N | Tore    | Diff. | Punkte |
| -------------------------------------------------------------------------------------------------- | ----------- | --- | - | - | - | ------- | ----- | ------ |
| 1.                                                                                                 | Kroatien    | 3   | 3 | 0 | 0 | 004:100 | +3    | 09     |
| 2.                                                                                                 | Deutschland | 3   | 2 | 0 | 1 | 004:200 | +2    | 06     |
| 3.                                                                                                 | Österreich  | 3   | 0 | 1 | 2 | 001:300 | −2    | 01     |
| 4.                                                                                                 | Polen       | 3   | 0 | 1 | 2 | 001:400 | −3    | 01     |
| * Für die Platzierung ist hier die Tordifferenz aus allen Gruppenspielen maßgeblich (siehe Modus). |             |     |   |   |   |         |       |        |

|                                    |   |             |           |
| 8. Juni 2008 um 18:00 Uhr in Wien  |   |             |           |
| Österreich                         | – | Kroatien    | 0:1 (0:1) |
| 12. Juni 2008 um 20:45 Uhr in Wien |   |             |           |
| Österreich                         | – | Polen       | 1:1 (0:1) |
| 16. Juni 2008 um 20:45 Uhr in Wien |   |             |           |
| Österreich                         | – | Deutschland | 0:1 (0:0) |

## Trivia
- Ivica Vastić ist mit 38 Jahren der älteste Spieler bei der Europameisterschaft 2008 sowie auf Grund seines Tores gegen Polen der älteste EM-Torschütze aller Zeiten.